# Movimento Defesa da Língua
O Movimento Defesa da Língua (MDL)  é uma organização galega que defende a unidade da língua a um lado e outro da fronteira a Norte e Sul do Rio Minho e a consideração do galego (ou também "português da Galiza" segundo este posicionamento) como língua nacional desse território.
Esta organização teve a sua origem em 1995;  diferentes grupos locais de defesa da língua decidiram unir-se num coletivo de âmbito galego com o objetivo de coordenar a sua actividade. Entre os grupos fundadores desta organização estiveram a Assembleia Reintegracionista Bonaval de Compostela, a Associaçom da Língua Artábria de Ferrol e Narón, o Grupo Meendinho de Ourense, Aquém-Douro de Tui, A Gente da Barreira de Ourense e Renovação de Madrid. Foi constituído oficialmente em 1996 depois de um ano de processo de debate.
Campanhas de protesto contra o supremacismo castelhano, promoção e divulgação do ensino de português, palestras e atividades culturais de todo o tipo, a organização tem trabalhado com diferentes agentes quer com outras associações, movimentos políticos ou entidades governativas (câmaras municipais e outras).
Algumas campanhas do MDL para além dos protestos diários por conflitos de discriminação pelo uso da língua têm sido:"Respeite a Galiza", destinada a portugueses e brasileiros para  entenderem a importância de respeitar a toponímia galega,  campanhas de divulgação de opiniões de escritores galegos sobre a pertença da língua galega à lusofonia, exposição de livros galegos e portugueses, etc.
Para além de ter participado em debates, manifestações ou protestos e organizado diferentes atividades culturais tem procurado de maneira insistente a unidade de todas as pessoas que defenderam a língua da Galiza como elemento basilar da cultura nacional da Galiza (entendida como mais uma comunidade lusófona).
Durante as décadas de 90 e primeiros anos do século XXI, procurou resolver as diferenças de critério dentro do movimento lusista à hora de defender posições quer mais ou quer menos nacionalistas a respeito da língua e quer dentro do modelo que deveria ser promovido e aceite para grafar a língua através da aceitação sem ambages de todas as posições políticas e linguísticas possíveis. 
Na atualidade após a criação da Associação Pró-Academia da Língua Portuguesa em 2008 em que participaram membros do MDL, com a criação da Academia Galega da Língua Portuguesa e adopção pela AGAL dos posicionamentos abertos ao Acordo Ortográfico e à livre escolha dos utentes que o MDL procurava, deixou até o  momento de desenvolver mais atividades.